# Â
Â, â (a-mũ) là một ký tự của tiếng Rumani và tiếng Việt. Ký tự này còn xuất hiện trong tiếng Pháp, tiếng Bồ Đào Nha, tiếng Tây Frisia, tiếng Friuli và tiếng Wallon như là một biến thể của ký tự "a".

## Cách dùng trong những ngôn ngữ khác nhau

### Tiếng Rumani
Â là ký tự thứ ba của bảng mẫu tự tiếng Rumani và đại diện cho âm /ɨ/. Âm này còn được đại diện bởi ký tự î.

### Tiếng Việt
Â là chữ cái thứ ba của bảng chữ cái tiếng Việt và đại diện cho âm /ɜ/. Trong âm vị học tiếng Việt, những dấu thanh có thể thêm vào để hình thành nên 5 dạng sau đây để đại diện cho 5 ngữ điệu khác nhau của â.
- Thanh Huyền: Ầ ầ,
- Thanh Hỏi: Ẩ ẩ,
- Thanh Ngã: Ẫ ẫ,
- Thanh Sắc Ấ ấ,
- Thanh Nặng: Ậ ậ.

### Tiếng Ukraina
Â được sử dụng trong hệ thống ISO 9:1995 dùng để chuyển tự tiếng Ukraina cho ký tự Я.

### Tiếng Bồ Đào Nha
Â được sử dụng để biểu thị trọng âm. Phiên âm IPA của nó là /ɐ/ (trong tiếng Bồ Đào Nha của Brasil là /ɐ͂/ khi nó được dùng trước 1 phụ âm mũi).

### Tiếng Wales
Â để đại diện cho âm /ɑː/.

## Bảng mã
| Kiểu chữ     | Unicode | ISO 8859-1, 2, 3, 4, 9, 10, 14, 15, 16 |
| ------------ | ------- | -------------------------------------- |
| Chữ hoa Â    | U+00C2  | C2                                     |
| Chữ thường â | U+00E2  | E2                                     |

## Cách phát âm
Trong tiếng Việt, "â" được phát âm là "ớ".